# Cotulades tenuis
Cotulades tenuis es una especie de coleóptero de la familia Zopheridae.

## Distribución geográfica
Habita en Victoria (Australia).